# شان کلی
جان جیمز شان کلی (زادهٔ ۲۴ مهٔ ۱۹۵۶) رکابزن سابق اهل ایرلند است که در رشتهٔ دوچرخه‌سواری جاده فعالیت می‌کرد. یکی از موفق‌ترین دوچرخه‌سواران جاده در دههٔ ۱۹۸۰ و یکی از بهترین رکابزنان مسابقات کلاسیک بود. از سال ۱۹۷۷ که حرفه‌ای شد تا زمان بازنشستگیش در سال ۱۹۹۴ در ۱۹۳ مسابقهٔ حرفه‌ای از جمله ۹ یادبود پیروز شد. هفت سال پیاپی برندهٔ پاریس–نیس شد و در سال ۱۹۸۸ قهرمانی ووئلتا اسپانیا را به دست آورد.
کلی دو بار در سال‌های ۱۹۸۲ و ۱۹۸۹ مدال برنز مسابقات قهرمانی دوچرخه‌سواری استقامت جاده مردان جهان را کسب کرد. همچنین نخستین کسی بود که رتبهٔ یک رده‌بندی جهانی رکابزنان جاده را پس از معرفی آن در مارس ۱۹۸۴ به دست آورد و به مدت پنج سال رتبهٔ یک را در اختیار داشت. در فصل ۱۹۸۴ کلی ۳۳ پیروزی به دست آورد.

## آغاز زندگی و فعالیت آماتور

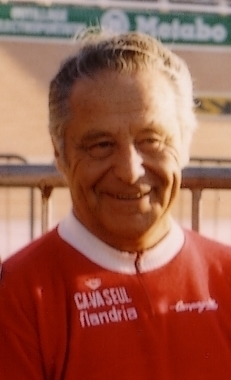
ژان دو گریبالدی مردی که استعداد شان کلی را کشف کرد.

کلی در خانواده‌ای کشاورز در شهرستان واترفورد زاده شد و جان جیمز نام‌گذاری شد؛ ولی برای آن که با نام پدرش (جان) اشتباه نشود، او را شان صدا می‌زدند. شان شکل ایرلندی جان است.
کلی در ۱۳ سالگی مدرسه را ترک کرد تا پس از رفتن پدرش به بیمارستان به دلیل زخم معده، در مزرعه کار کند. در ۱۶ سالگی به پیشهٔ آجرچینی روی آورد.
برادرش جو از سپتامبر ۱۹۶۹ با دوچرخه به مدرسه می‌رفت و در چند مسابقهٔ محلی نیز پیروز شد. شان نیز در اوت ۱۹۷۰ در نخستین مسابقهٔ خود شرکت کرد و با سه دقیقه برتری از خط پایان گذشت. او در ۱۶ سالگی برندهٔ مسابقات قهرمانی نوجوانان کشور در بن‌بریج شد.
کلی دوباره در سال ۱۹۷۳ برندهٔ مسابقات قهرمانی کشور شد و پس از آن پیش از آن که به ۱۸ سالگی برسد، پروانهٔ بزرگسال دریافت کرد. او در سال‌های ۱۹۷۴ و ۱۹۷۵ برندهٔ مسابقهٔ یادبود شی الیوت شد و در چند مرحلهٔ تور ایرلند ۱۹۷۵ به پیروزی رسید. سپس به همراه دو ایرلندی دیگر به آفریقای جنوبی سفر کرد تا جهت آماده‌سازی برای بازی‌های المپیک تابستانی ۱۹۷۶ در تور راپورت شرکت کند. به منظور اعتراض به آپارتاید موجود در آفریقای جنوبی، ورزشکارانی که در مسابقات آن کشور شرکت می‌کردند، مورد تحریم بین‌المللی قرار می‌گرفتند. به همین دلیل، کلی و سایر رکابزنان با نام جعلی در مسابقه شرکت کردند.
ایرلندی‌ها به مدت شش ماه از حضور در مسابقات دوچرخه‌سواری محروم شدند. هم‌چنین کمیته بین‌المللی المپیک آنان را به صورت مادام العمر از شرکت در المپیک محروم کرد.
کلی که امکان حضور در کانادا را نیافته بود، در تور بریتانیای ۱۹۷۶ شرکت کرد. سپس به مس رفت تا با دستمزد هفتگی ۲۵ پوند به یک باشگاه حرفه‌ای بپیوندد. در فرانسه از ۲۵ مسابقه‌ای که شرکت کرد، در ۱۸ مسابقه پیروز شد. در تور لمباردی آماتور نیز به پیروزی رسید. این عملکردش دو مدیر تیم فرانسوی را تحت تأثیر قرار داد. ژان دو گریبالدی به ایرلند رفت تا برای عقد قراردادی با تیم حرفه‌ای فلاندریا مذاکره کند. کلی درخواست دستمزد سالانه ۶۰۰۰ پوند کرد که مورد موافقت قرار گرفت. کلی در ژانویهٔ ۱۹۷۷ به فرانسه رفت و دو سال در خانهٔ گریبالدی با ۴ هم‌تیمی دیگر زندگی کرد.

## فعالیت حرفه‌ای

### سال‌های نخست
نخستین مسابقهٔ حرفه‌ای کلی مسابقهٔ شش‌روزهٔ ستارهٔ بسژ بود که در ۷ فوریهٔ ۱۹۷۷ آغاز شد. تیم فلاندریا به دو بخش تقسیم شده‌بود. رکابزنان قوی‌تر مانند فردی مرتنس در بخش اصلی در بلژیک تمرین می‌کردند. کلی در بخش دوم بود که در فرانسه قرار داشت. در پاریس–نیس آن سال، کلی خادم مرتنس بود. سپس در مرحلهٔ نخست تور روماندی پیروز شد. در تور دو فرانس نیز شرکت کرد و برندهٔ یک مرحله شد.
کلی دو سال با دو گریبالدی ماند. میشل پولنتیر به تقلب در آزمایش دوپینگ از تور دو فرانس ۱۹۷۸ اخراج شد. او در پایان فصل از تیم جدا شد و تیم خودش را با حامی تازه‌ای به نام اسپلندور تشکیل داد. هم مرتنس و هم پولنتیر کلی را می‌خواستند. پیشنهاد پولنتیر و اسپلندور بالاتر بود و او را رهبر تیم خود کردند. ولی اسپلندور تازه‌کار بود و مشکلاتی در پشتیبانی تیم پدید آمد.
به مرور، تیم پیشرفت کرد. کلی پیشنهادهایی از تیم‌های دیگر دریافت می‌کرد؛ ولی اسپلندور شرایط بهتری برای کلی فراهم کرد. دستمزد سالانهٔ او در آخرین فصلش در تیم، ۳۰ هزار پوند بود. ولی تقویت تیم، مستلزم افزودن یک رکابزن سرعتی دیگر به نام ادی پلانکرت بود و موقعیت کلی در تیم، روشن نبود. او خبر آغاز یک تیم جدید توسط دو گریبالدی را شنید و آن دو در تیم سم–فرانس لوآر دوباره به هم پیوستند.

### موفقیت در رقابت‌های مرحله‌ای
تا آن زمان، کلی به عنوان رکابزنی سرعتی شناخته شده‌بود که نمی‌توانست در رقابت‌های مرحله‌ای پیروز شود؛ هرچند در ووئلتا اسپانیای ۱۹۸۰ چهارم شد. دو گریبالدی او را به عنوان رهبر بی‌رقیب تیم، استخدام کرد و باور داشت می‌تواند نه تنها در مراحل، بلکه در رقابت‌های مرحله‌ای نیز پیروز شود. به این منظور، او را تشویق به کاهش وزن کرد و قهرمانی در پاریس–نیس را برایش هدف‌گذاری کرد. کلی برندهٔ مسابقه شد و در چهار مرحله نیز به پیروزی رسید. اما در مسابقات کلاسیک بهاره ناموفق بود. در ادامهٔ فصل کلی توانست به یکی دیگر از هدف‌های تنظیم شده دست یابد و برندهٔ رده‌بندی امتیازی تور دو فرانس شود. او در پنج مرحلهٔ مسطح، دوم شد و در مرحله‌ای که پس از گذر از سربالایی گردنه اوبسک به پو ختم می‌شد، به پیروزی رسید. امتیازات او تقریباً سه برابر نفر دوم، یعنی برنار اینو بود. سپس در مسابقات قهرمانی جهان مدال برنز به دست آورد و در پایان سال با لیندا گرنت ازدواج کرد. میدان شهر کریک-آن-شور به افتخار او «میدان شان کلی» نام‌گذاری شد. در سال بعد نیز کلی برندهٔ پاریس–نیس، کریتریوم اینترناسیونال، تور سوئیس و رده‌بندی امتیازی تور دو فرانس شد.
در پاییز ۱۹۸۳ کلی توانایی خود را تأیید کرد. در تور لمباردی جزء گروه پیشتاز ۱۸ نفره بود که وارد کومو شد و در رقابت سرعتی خط پایان، توانست جلوتر از سایر رکابزنان از خط بگذرد و پیروز شود. این رقابت، یکی از نزدیک‌ترین فاصله‌ها میان نفرات برتر بود و فاصلهٔ میان نفر اول و چهارم، کمتر از نصف یک چرخ بود.
کلی حاکم بهار فصل بعد بود. برای سومین بار متوالی برندهٔ پاریس–نیس شد و اینو و استیون روچ را شکست داد. در میلان–سانرمو و تور فلاندر دوم شد و پس از آن، دو کلاسیک پاریس–روبه و لیژ–باستون–لیژ را با پیروزی به پایان رساند. سپس در هر سه مرحلهٔ کریتریوم اینترناسیونال پیروز شد. در تور دو فرانس نیز جزء رقیبان رده‌بندی اصلی بود و در پایان، در رتبهٔ پنجم جای گرفت. در فصل ۱۹۸۴ کلی جمعاً برندهٔ ۳۳ مسابقه شد.
در فصل ۱۹۸۵ کلی دوباره برندهٔ پاریس–نیس شد. در تور دو فرانس در رتبهٔ چهارم رده‌بندی اصلی قرار گرفت و قهرمان رده‌بندی امتیازی شد. در پایان فصل نیز تور لمباردی را فتح کرد.
در فصل ۱۹۸۶، پس از قهرمانی در پاریس–نیس، در میلان–سانرمو نیز پیروز شد. در تور فلاندر بر سکوی دوم ایستاد و پاریس–روبه را فتح کرد. در ووئلتا اسپانیای ۱۹۸۶ سوم شد و برای نخستین بار، روی سکوی یکی از گرند تورها ایستاد. در آخرین مرحلهٔ تور سوئیس، تصادف شدیدی کرد و تور دو فرانس را از دست داد.
در فصل ۱۹۸۷ کلی در مرحلهٔ آخر پاریس–نیس برتری را از روچ که چرخش پنچر شده‌بود، گرفت. در ووئلتا اسپانیا سه روز مانده به پایان مسابقه، در صدر بود؛ ولی به دلیل درد زینی شدید، کناره‌گیری کرد. بداقبالی او در تور دو فرانس نیز ادامه یافت و به دلیل پارگی رباط‌های شانه‌اش وادار به کناره‌گیری شد. در پایان فصل، در مسابقات قهرمانی جهان در رتبهٔ پنجم قرار گرفت.
کلی در بهار ۱۹۸۸ هفتمین قهرمانی خود در پاریس–نیس را کسب کرد و رکورددار شد. چند هفته بعد نیز برندهٔ خنت–ویووخم شد.

### قهرمانی ووئلتا اسپانیا

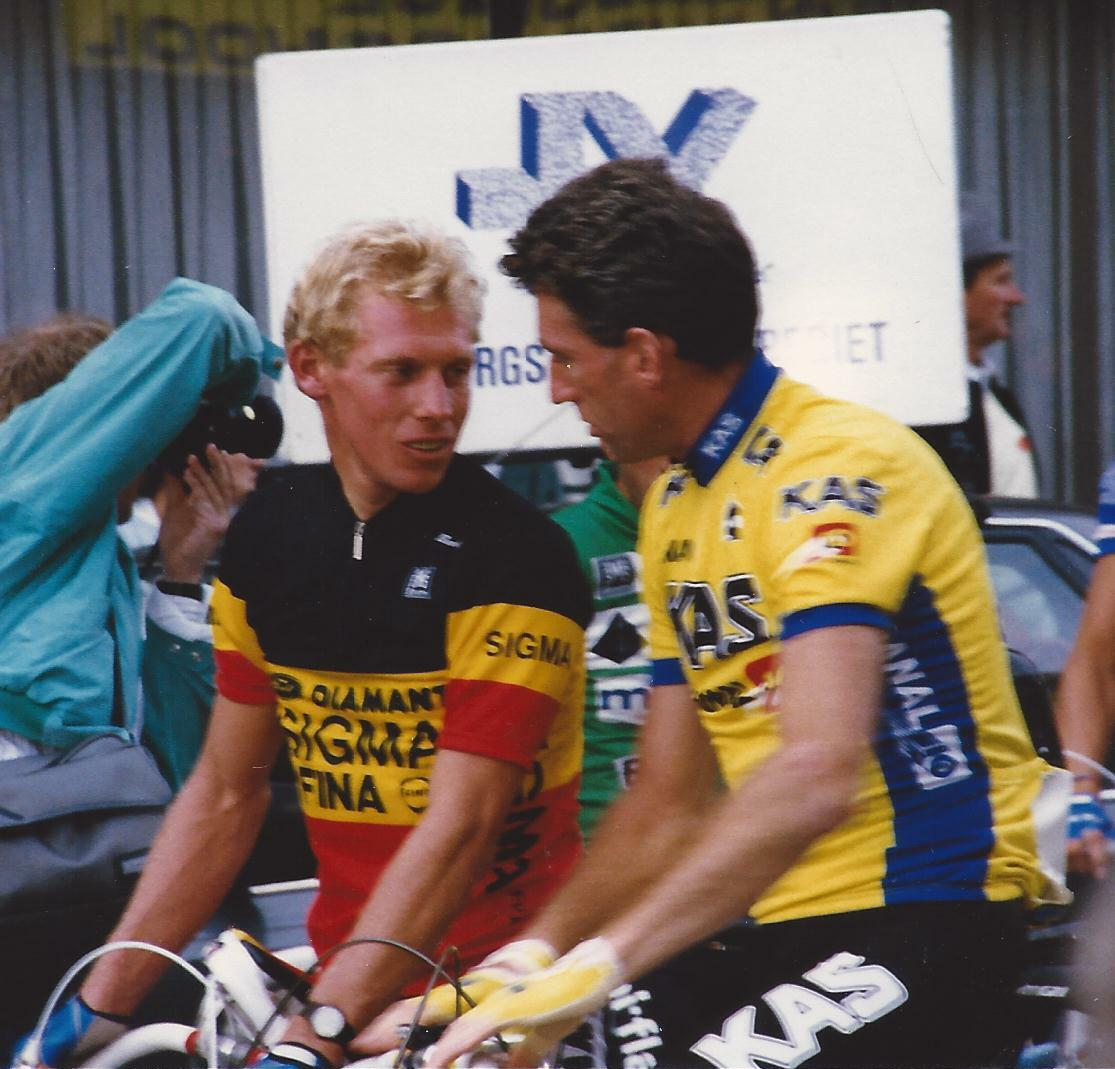
کلی (راست) در کنار اتین ده ویلده در سال ۱۹۸۸

کلی در آوریل ۱۹۸۸ به اسپانیا بازگشت تا در ووئلتا اسپانیای ۱۹۸۸ شرکت کند. مسابقه در جزیرهٔ کوهستانی تنریف آغاز شد و در مرحلهٔ دوم، یکی از رکابزنان مؤثر تیم به نام توماس وگمولر را به دلیل دیسانتری از دست داد. در تایم تریل تیمی مرحلهٔ سوم در لاس پالماس نیز زمان قابل توجهی را از دست داد. پس از بازگشت به سرزمین اصلی اسپانیا، کلی تمرکز خود را بر کسب جایزهٔ زمانی خط‌های سرعت گذاشت.
کلی توانست در چهار روز یک دقیقه از فاصله‌اش با لودلینو کوبینو را کاهش دهد. در مراحل کوهستانی، فاصلهٔ دو دقیقه‌ای با کوبینو را حفظ کرد. در مرحلهٔ سیزدهم، پس از فابیو پارا و آنسلمو فوئرته در رتبهٔ چهارم قرار گرفت و فاصله‌اش با کوبینو را یک و نیم دقیقه کاهش داد. در مرحلهٔ شانزدهم که به آلباسته منتهی می‌شد، کوبینو زمان از دست داد و فوئرته رهبر مسابقه شد.
کلی فاصلهٔ خود با فوئرته را حفظ کرد و پیش از تایم تریل انفرادی روز ماقبل پایانی، ۲۱ ثانیه با او اختلاف داشت. او مسیر ۳۰ کیلومتری این مرحله را نزدیک به دو دقیقه سریع‌تر از فوئرته طی کرد و پیراهن طلایی را به دست آورد. در پایان، کلی توانست تنها قهرمانی خود در گرند تورها را به دست آورد. همچنین برندهٔ رده‌بندی امتیازی ووئلتا شد.

### سال‌های پایانی

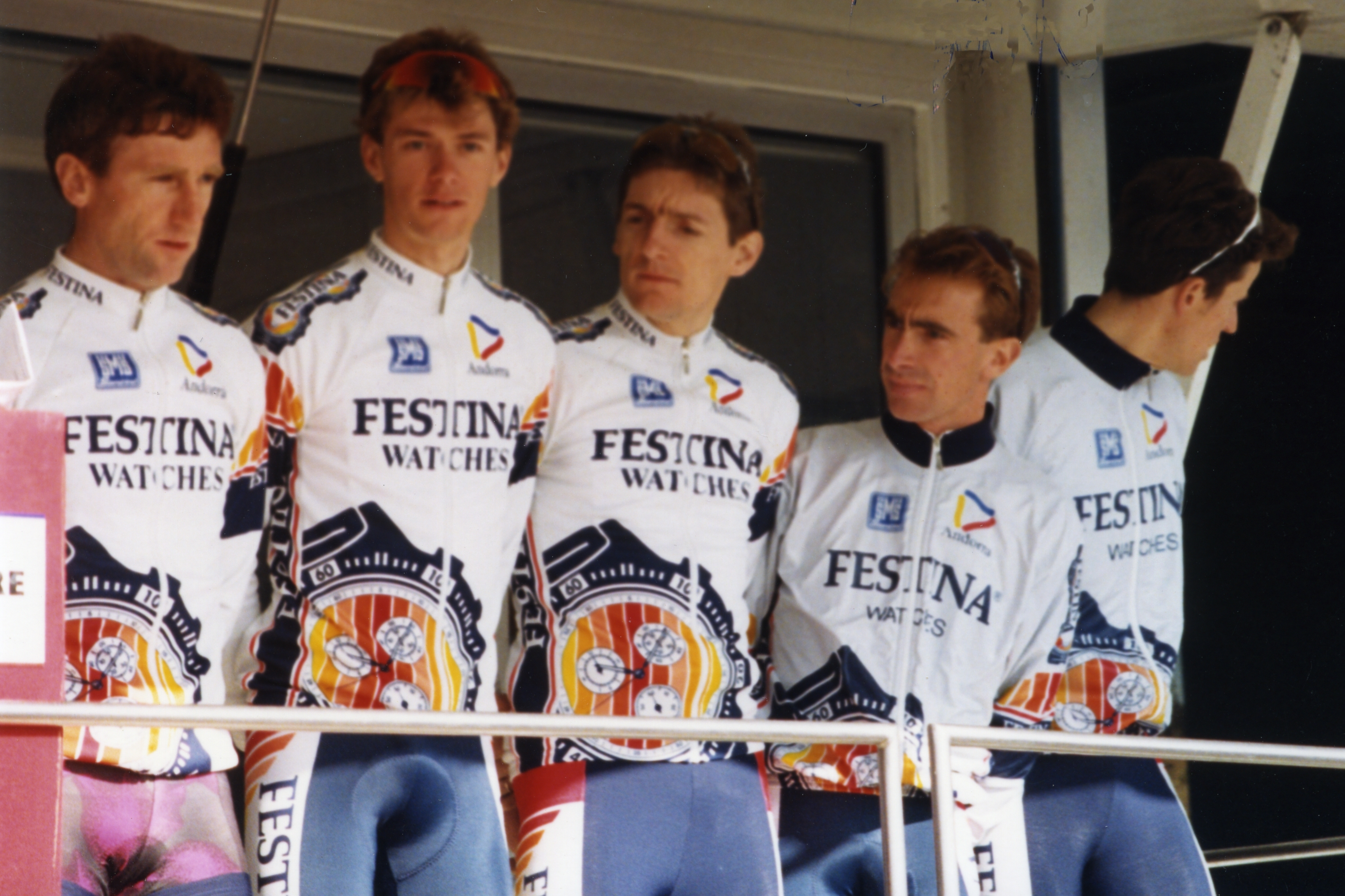
کلی (چپ) به همراه تیم فستینا–لوتوس در پاریس–نیس ۱۹۹۳

در تور دو فرانس کلی در رتبهٔ ۴۶ قرار گرفت؛ در حالی که بیش از یک ساعت با پدرو دلگادو، قهرمان تور، فاصله داشت. در مسابقات قهرمانی جهان که در شرایط بارانی در شامبری برگزار می‌شد، در رقابت سرعتی خط پایان، سوم شد و مدال برنز را کسب کرد.
در فصل بعد به تیم هلندی پی‌دی‌ام پیوست و تا پایان سال ۱۹۹۱ در آن تیم ماند. در سال ۱۹۸۹، برندهٔ لیژ–باستون–لیژ، رده‌بندی امتیازی تور دو فرانس و نخستین دورهٔ مسابقات قهرمانی جام جهانی دوچرخه‌سواری جاده شد. در سال ۱۹۹۰ برندهٔ تور سوئیس شد. در مارس ۱۹۹۱ ترقوه‌اش شکست و از حضور در تور دو فرانس بازماند. در ماه اوت در حالی که در تور گالیسیا رقابت می‌کرد، برادرش در مسابقه‌ای نزدیک کریک-آن-شور کشته شد. کلی به ایرلند بازگشت و برای چهارمین بار برندهٔ مسابقهٔ کلاسیک نیسان شد. در پایان فصل نیز تور لمباردی را فتح کرد.
در فصل ۱۹۹۲ کلی به تیم فستینا پیوست و برای میلان–سانرمو آماده شد. در آخرین سربالایی، مورنو آرجنتین فرار کرد و هشت ثانیه پیش افتاد. کلی که جزء گروه تعقیب‌کننده بود، در سه کیلومتری پایانی سرپایینی حمله کرد و در یک کیلومتری خط پایان به آرجنتین رسید. در حالی که هر دو خسته بودند و تعقیب‌کنندگان به آنان نزدیک می‌شدند، کلی در دویست متری خط پایان، آرجنتین را پشت سر گذاشت و آخرین پیروزی خود در مسابقات کلاسیک را به دست آورد.
فصل ۱۹۹۴ آخرین سال فعالیت حرفه‌ای کلی بود. در پایان فصل، به کریک-آن-شور بازگشت تا در مسابقهٔ سالانهٔ همپر شرکت کند. این مسابقه، آخرین رقابت حرفه‌ای کلی بود. ۱۲۰۰ دوچرخه‌سوار از جمله ادی مرکس، لوران فینیون، برنار اینو و روژه ده ولامینک در مسابقه شرکت کردند. روز پیش از مسابقه، مری رابینسون رئیس‌جمهور ایرلند در سخنرانی شهری کلی شرکت کرد. کلی در رقابت سرعتی با روچ پیروز شد.

## میراث و سبک رکابزنی
کلی با چند اسطورهٔ دوچرخه‌سواری از ادی مرکس تا میگل ایندوراین هم‌عصر بود. در نخستین حضورش در تور دو فرانس، با برنار اینو در مرحلهٔ ۱۵ رقابت کرد. در اوایل دههٔ ۱۹۸۰ نیز در مسابقات کلاسیک و تور دو فرانس، رقیب گرگ لوموند و لوران فینیون بود. همچنین با رکابزنان کلاسیک مانند فرانچسکو موزر و مورنو آرجنتین هم‌دوره بود. کلی در سه دورهٔ پیاپی برندهٔ مسابقهٔ سوپرپرستیژ شد. او در تمام فصل در مسابقات شرکت می‌کرد. در فصل‌های ۱۹۸۳ و ۱۹۸۵ در دو مسابقهٔ پاریس–نیس در ماه مارس (ابتدای فصل) و تور لمباردی در ماه اکتبر (انتهای فصل) پیروز شد.
کلی موضوع چند کتاب از جمله زندگی‌نامه‌ای نوشتهٔ دیوید والش بوده‌است. هم‌چنین خودزندگی‌نامه‌اش با عنوان گرسنه در سال ۲۰۱۳ منتشر شد.
برخلاف برخی رکابزنان سرعتی که تا چندصد متری خط پایان در گروه محافظت می‌شدند، کلی می‌توانست در فرارها شرکت کند و به خوبی از سربالایی‌ها بگذرد. پیروزی‌های او در پاریس–روبه، تواناییش در هوای بد و مسیرهای شنی را نشان داد. همچنین می‌توانست در کوهستان‌های تور دو فرانس با رکابزنان سربالایی‌رو بماند. در گذر از سرپایینی‌ها نیز مهارت داشت و سرعت ۱۲۴ کیلومتر در ساعت را در سرپایینی گردنه ژو پلان در تور دو فرانس ۱۹۸۴ ثبت کرد.

## پس از دوچرخه‌سواری
کلی مفسر بخش انگلیسی‌زبان یورواسپرت است و آموزشگاه دوچرخه‌سواری شان کلی را در بلژیک بنیان‌گذاری کرده‌است. در سال ۲۰۰۶ نخستین تیم حرفه‌ای ایرلند با نام تیم شان کلی را با بهره‌گیری از رکابزنان جوان ایرلندی و بلژیکی عضو آموزشگاه‌شان کلی تأسیس کرد. او در تورهای خیریهٔ مسافت بلند به منظور کمک به نابینایان و کم‌بینایان شرکت می‌کند.
نخستین دورهٔ تور دوچرخه‌سواری واترفورد به همت شان کلی در ۱۹ اوت ۲۰۰۷ برگزار شد. در سال ۲۰۱۱ مسابقه با حضور بیش از ۸ هزار رکابزن در دو روز به انجام رسید.
در نوامبر ۲۰۱۳ دانشگاه دوبلین به پاس مشارکت‌های شان کلی در ورزش ایرلند، دکترای افتخاری به او اهدا کرد.

## دستاوردها

### نتایج در گرند تورها و رقابت‌های مرحله‌ای مهم
| نتایج در گرند تورها           | نتایج در گرند تورها | نتایج در گرند تورها | نتایج در گرند تورها | نتایج در گرند تورها | نتایج در گرند تورها | نتایج در گرند تورها | نتایج در گرند تورها | نتایج در گرند تورها | نتایج در گرند تورها | نتایج در گرند تورها | نتایج در گرند تورها | نتایج در گرند تورها | نتایج در گرند تورها | نتایج در گرند تورها | نتایج در گرند تورها |
| مسابقه                        | ۱۹۷۸                | ۱۹۷۹                | ۱۹۸۰                | ۱۹۸۱                | ۱۹۸۲                | ۱۹۸۳                | ۱۹۸۴                | ۱۹۸۵                | ۱۹۸۶                | ۱۹۸۷                | ۱۹۸۸                | ۱۹۸۹                | ۱۹۹۰                | ۱۹۹۱                | ۱۹۹۲                |
| ----------------------------- | ------------------- | ------------------- | ------------------- | ------------------- | ------------------- | ------------------- | ------------------- | ------------------- | ------------------- | ------------------- | ------------------- | ------------------- | ------------------- | ------------------- | ------------------- |
| بوئلتا آ اسپانیا              | —                   | ناتمام              | ۴                   | —                   | —                   | —                   | —                   | ۹                   | ۳                   | ناتمام              | ۱                   | —                   | —                   | —                   | —                   |
| جیرو دیتالیا                  | —                   | —                   | —                   | —                   | —                   | —                   | —                   | —                   | —                   | —                   | —                   | —                   | —                   | —                   | ناتمام              |
| تور دو فرانس                  | ۳۴                  | ۳۸                  | ۲۹                  | ۴۸                  | ۱۵                  | ۷                   | ۵                   | ۴                   | —                   | ناتمام              | ۴۶                  | ۹                   | ۳۰                  | ناتمام              | ۴۳                  |
| نتایج در رقابت‌های مرحله‌ای مهم |                     |                     |                     |                     |                     |                     |                     |                     |                     |                     |                     |                     |                     |                     |                     |
| مسابقه                        | ۱۹۷۸                | ۱۹۷۹                | ۱۹۸۰                | ۱۹۸۱                | ۱۹۸۲                | ۱۹۸۳                | ۱۹۸۴                | ۱۹۸۵                | ۱۹۸۶                | ۱۹۸۷                | ۱۹۸۸                | ۱۹۸۹                | ۱۹۹۰                | ۱۹۹۱                | ۱۹۹۲                |
| پاریس–نیس                     |                     |                     |                     |                     | ۱                   | ۱                   | ۱                   | ۱                   | ۱                   | ۱                   | ۱                   |                     |                     |                     |                     |
| تیرنو–آدریاتیکو               |                     |                     |                     |                     | —                   | —                   | —                   | —                   | —                   | —                   | —                   | ۷                   | ۶                   |                     | ۵۰                  |
| تور دوچرخه‌سواری کاتالونیا     |                     |                     |                     |                     |                     |                     | ۱                   | ۲                   | ۱                   | ۵                   |                     |                     |                     |                     | ۲۴                  |
| تور دوچرخه‌سواری باسک          |                     |                     |                     |                     |                     |                     | ۱                   | ۶                   | ۱                   | ۱                   | ۱۷                  |                     |                     |                     |                     |
| تور دوچرخه‌سواری روماندی       |                     |                     |                     |                     |                     |                     |                     |                     |                     |                     |                     |                     |                     |                     |                     |
| کریتریوم دوفینه               |                     |                     |                     |                     | ۱۵                  | ۴۷                  | —                   | ۲۱                  |                     |                     |                     |                     | ۲۸                  | ۲۹                  | —                   |
| تور دوچرخه‌سواری سوئیس         |                     |                     | —                   | —                   |                     | ۱                   | ۴                   | ۴                   |                     |                     | ۱۶                  | ۱۸                  | ۱                   | ۱۱                  | ۹                   |

### نتایج در یادبودها
| یادبود                  | ۱۹۷۹ | ۱۹۸۰ | ۱۹۸۱ | ۱۹۸۲ | ۱۹۸۳ | ۱۹۸۴ | ۱۹۸۵ | ۱۹۸۶ | ۱۹۸۷ | ۱۹۸۸ | ۱۹۸۹ | ۱۹۹۰ | ۱۹۹۱ | ۱۹۹۲ |
| ----------------------- | ---- | ---- | ---- | ---- | ---- | ---- | ---- | ---- | ---- | ---- | ---- | ---- | ---- | ---- |
| میلان–سانرمو            | —    | ۴    | —    | ۲۷   | ۵    | ۲    | ۷    | ۱    | ۴    | ۵    | ۵    | —    | —    | ۱    |
| تور دوچرخه‌سواری فلاندر  | ۲۶   | ۱۵   | ۸    | ۲۱   | —    | ۲    | ۱۴   | ۲    | ۲    | ۴    | ۱۸   | —    | —    | ۷۳   |
| پاریس–روبه              | —    | —    | ۱۹   | ۱۲   | —    | ۱    | ۳    | ۱    | ۱۳   | ۱۶   | ۱۵   | —    | —    | ۲۹   |
| لیژ–باستون–لیژ          | ۲۰   | —    | ۱۱   | ۱۰   | —    | ۱    | ۴    | ۱۲   | ۲۰   | ۵    | ۱    | —    | —    | ۳۷   |
| تور دوچرخه‌سواری لمباردی | —    | —    | —    | ۳۴   | ۱    | ۱۷   | ۱    | ۲    | ۲۳   | —    | ۲۴   | ۱۰   | ۱    | ۵۸   |

| —      | شرکت نکرد       |
| ناتمام | به پایان نرساند |